# Premios del Cine Independiente Británico
Los Premios del Cine Independiente Británico (BIFA) o British Independent Film Awards, fueron creados en 1998 por Elliot Groove, fundador de la organización Raindance, con objeto de celebrar los méritos conseguidos por las películas británicas de financiación independiente, reconocer nuevos talentos y promocionar estas películas de manera que puedan llegar a un público más amplio. Para poder optar a estos premios, los largometrajes han de haber sido estrenados en salas de cine o festivales de cine de Reino Unido, considerarse británicos y, en caso de estar financiados por un gran estudio, tener un presupuesto máximo de 10 millones de libras. De todas las películas presentadas, un Comité Consultivo selecciona por votación las candidatas a concurso. De entre las nominadas, el jurado elige las ganadoras a través de voto secreto. Por lo general, las nominaciones y el jurado se anuncian en octubre y la entrega de los premios tiene lugar a finales de noviembre o principios de diciembre. 
El diseño original del trofeo otorgado fue realizado en 1998 por el escultor Aaron McCartney y actualizado en 2001 por la artista Lindsay Henderson.

## Categorías
Premios del cine independiente británico:
- Mejor película independiente británica (Best British Independent Film).
- Mejor director británico de una película independiente (Best British Director of an Independent Film).
- Mejor interpretación de un actor británico en una película independiente (Best Performance by a British Actor in an Independent Film).
- Mejor interpretación de una actriz británica en una película independiente (Best Performance by a British Actress in an Independent Film).
- Mejor actor secundario (Best Supporting Actor).
- Mejor actriz secundaria (Best Supporting Actress).
- Mejor guion original en una película de producción independiente (Best Original Screenplay by a British Writer of a Produced Independent Film).
- Mejor cortometraje británico (Best British Short).
- Mejor documental (Best Documentary).
- Mejor película independiente extranjera en lengua inglesa (Best Foreign Independent Film - English Language).
- Mejor película independiente extranjera en lengua extranjera (Best Foreign Independent Film - Foreign Language).
- Mejor película extranjera (Best Foreign Film).
- Mayor logro en producción (Best Achievement in Production).
- Recién llegado más prometedor (Best Promising Newcomer).
- Mayor logro técnico (Best Technical Achievement).

Premio Douglas Hickox (Douglas Hickox Award).
Llamado así en honor al director de cine Douglas Hickox, se concede al director de una ópera prima, con el objeto de reconocer y apoyar los nuevos talentos.
Premio especial del jurado (Special Jury Prize).
Premio Raindance (Raindance Award). Se concede a películas realizadas sin el apoyo de la industria, muchas veces obra de un director novel.
Premio Richard Harris (Richard Harris Award). Llamado así en honor al actor irlandés Richard Harris, se otorga como reconocimiento al trabajo destacado de un actor o actriz.
Premio a la trayectoria (Lifetime Achievement Award). Se concede a aquellos que, según el jurado, han representado el espíritu del cine independiente a lo largo de su carrera.

## Ceremonias
| Años |
| 1998 · 1999 · 2000 · 2001 · 2002 · 2003 · 2004 · 2005 · 2006 · 2007 · 2008 · 2009 · 2010 · 2011 · 2012 · 2013 · 2014 · 2015 · 2016 · 2017 · 2018 · 2019 · 2020 · 2021 · 2022 |